# Cornești (Crăciunești), Mureș
Cornești este un sat în comuna Crăciunești din județul Mureș, Transilvania, România.

## Imagini

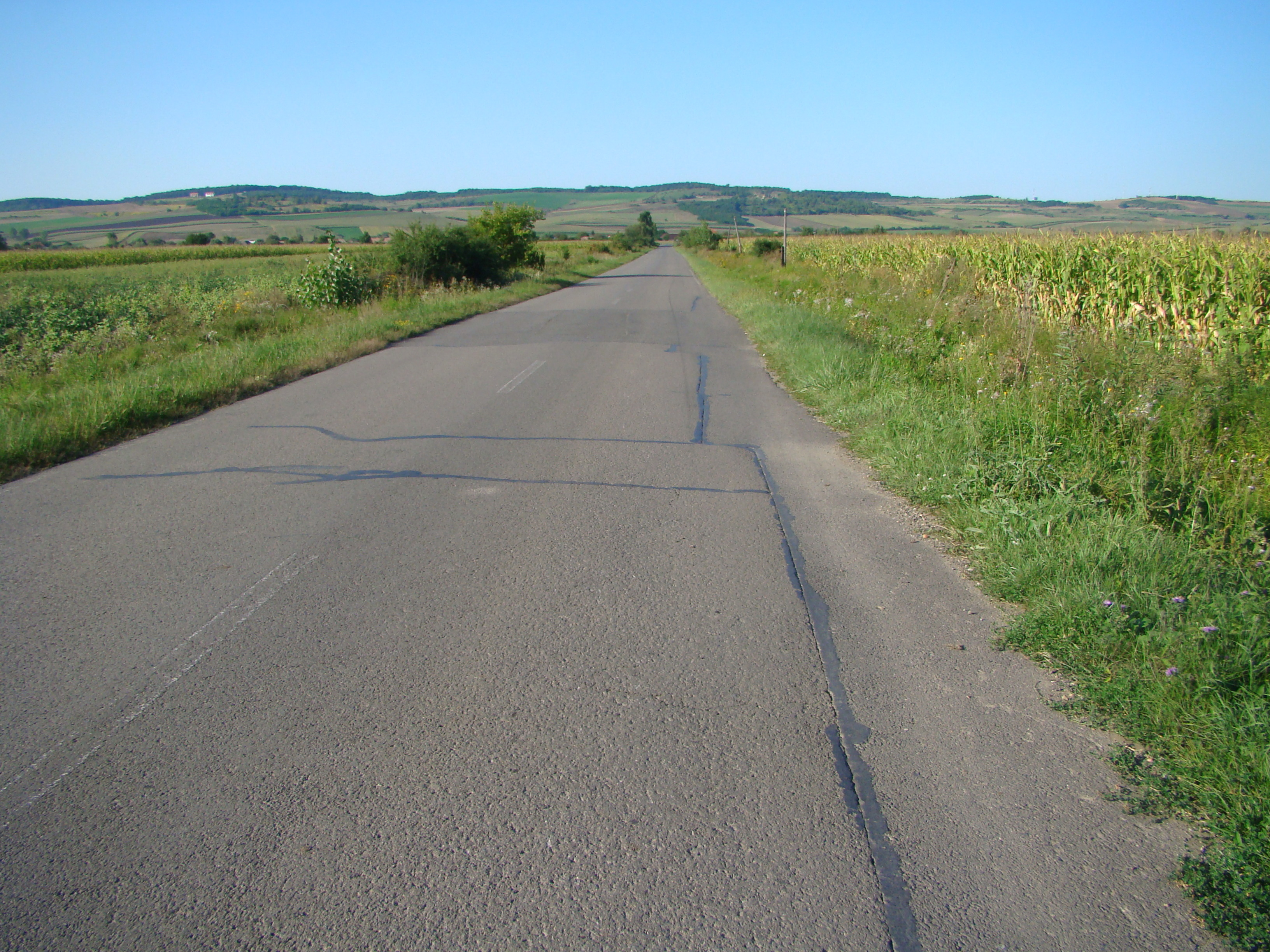
Drumul Crăciunești-Cornești
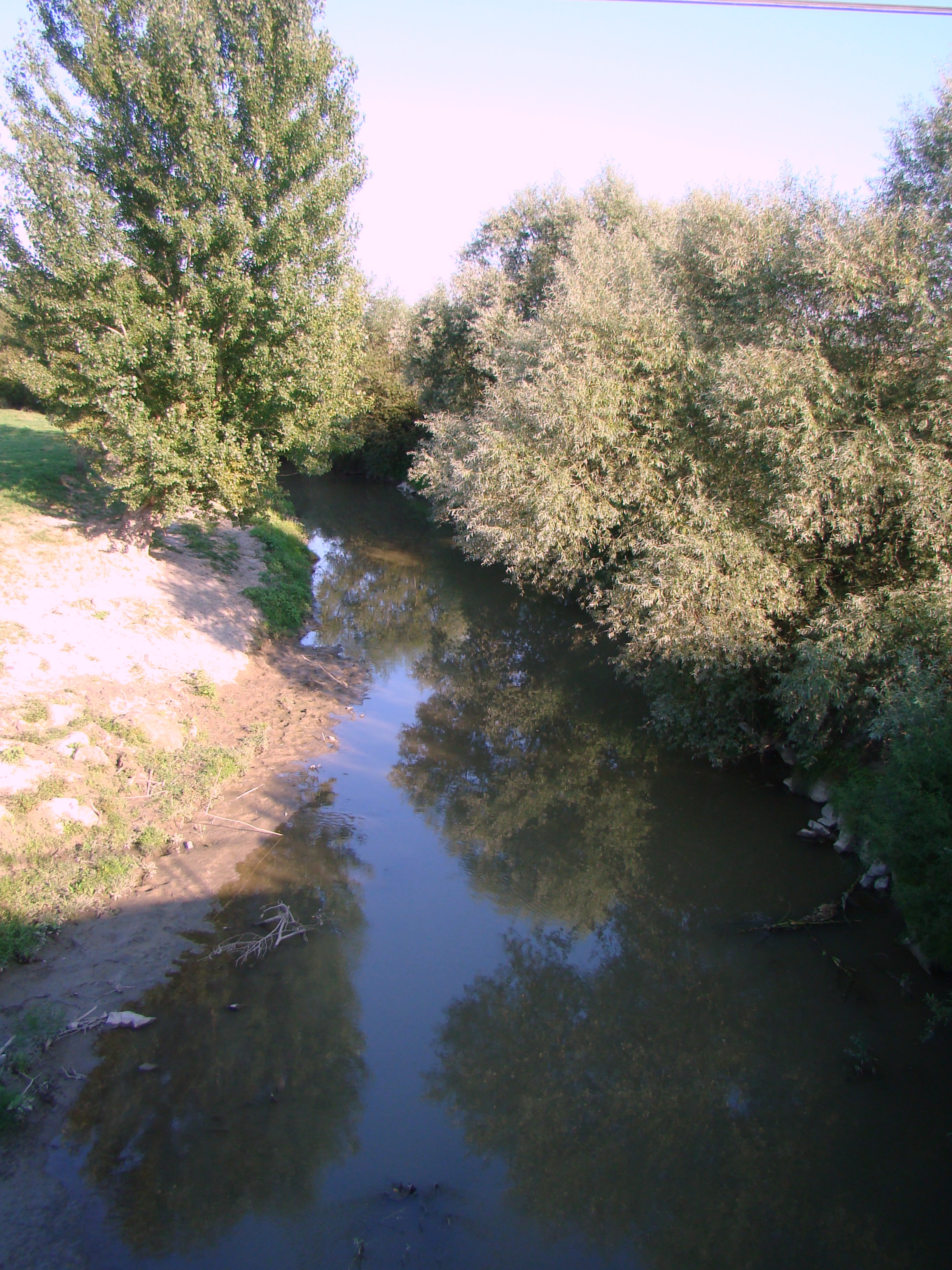
Râul Niraj
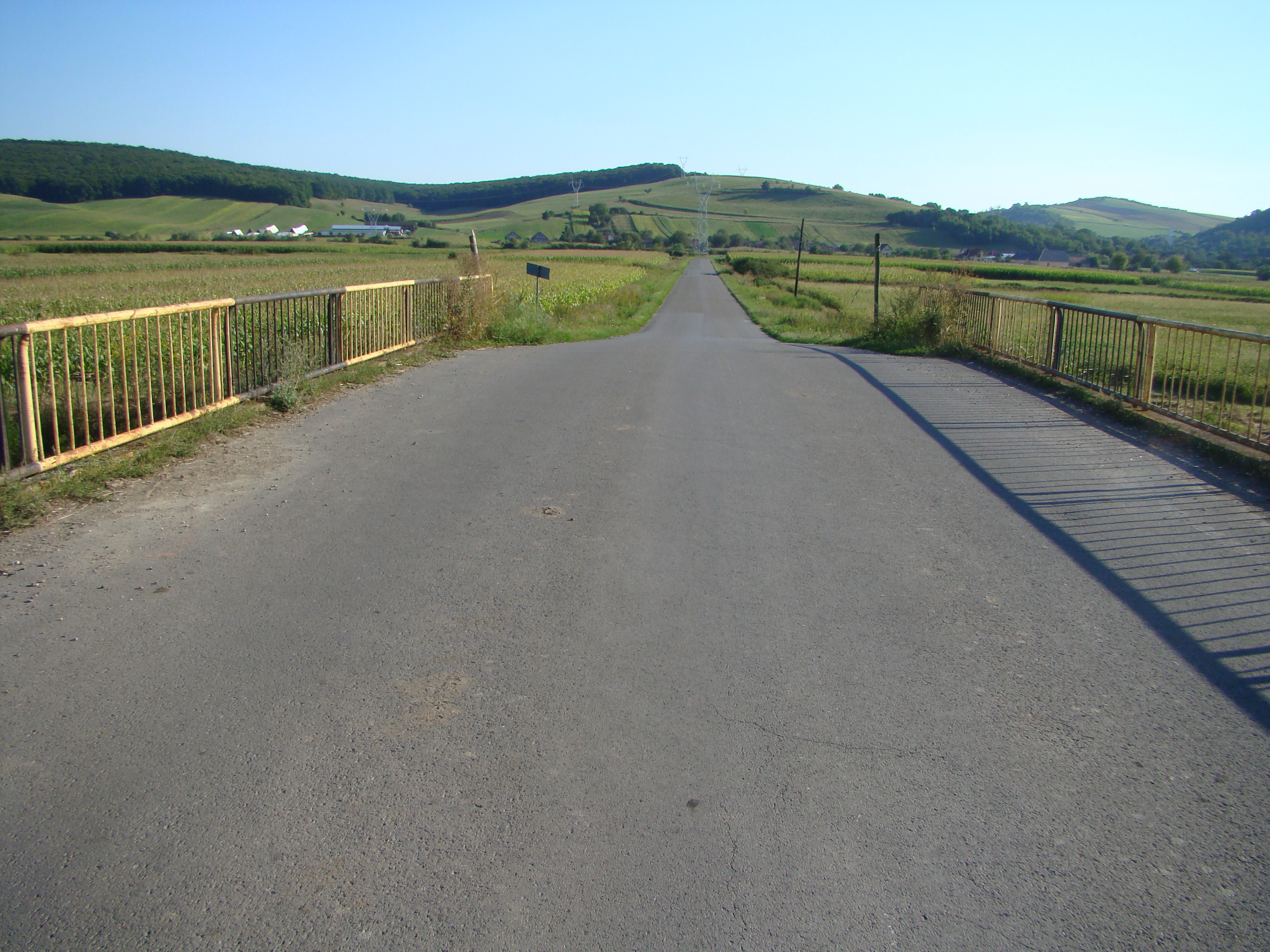
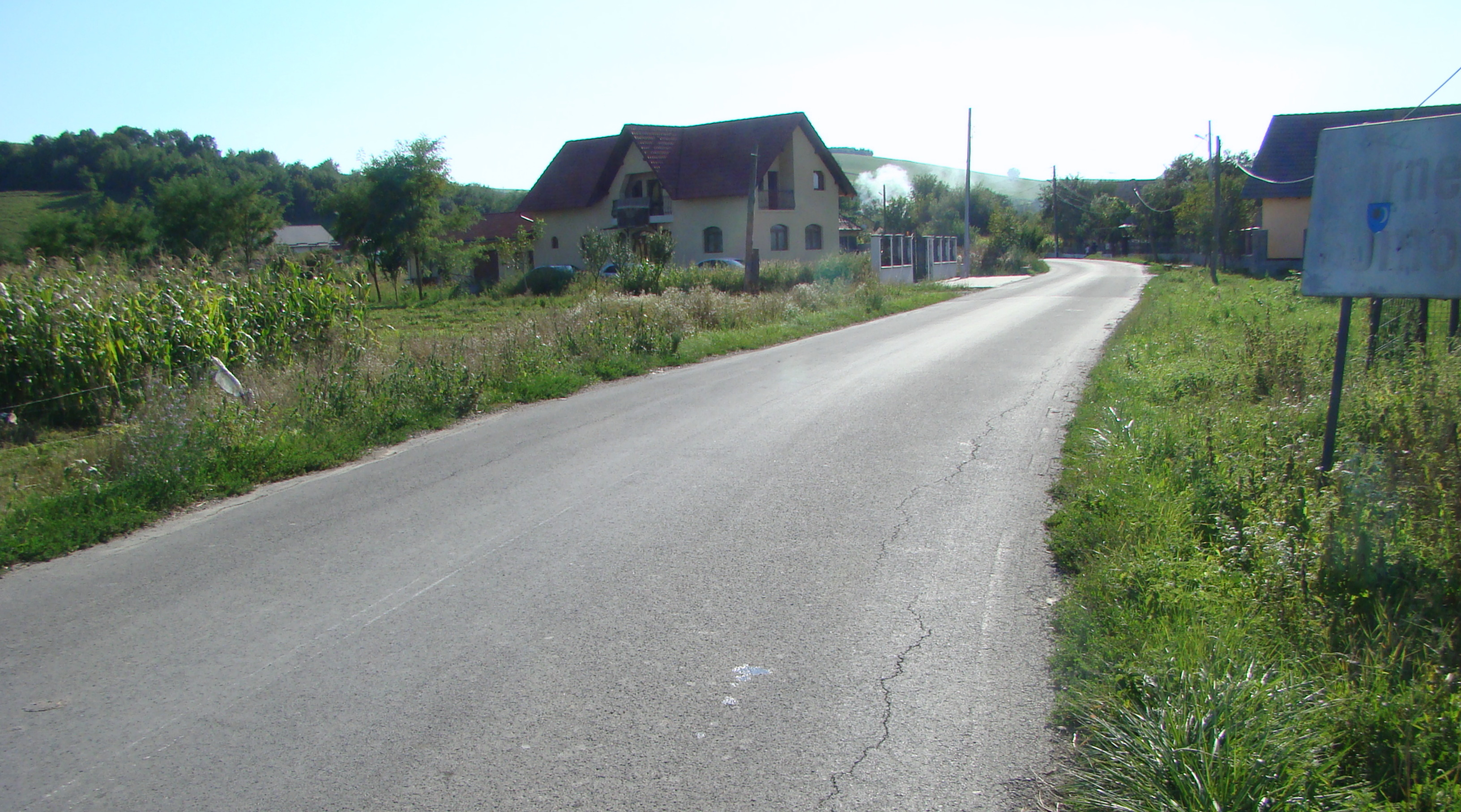
Intrarea în localitate
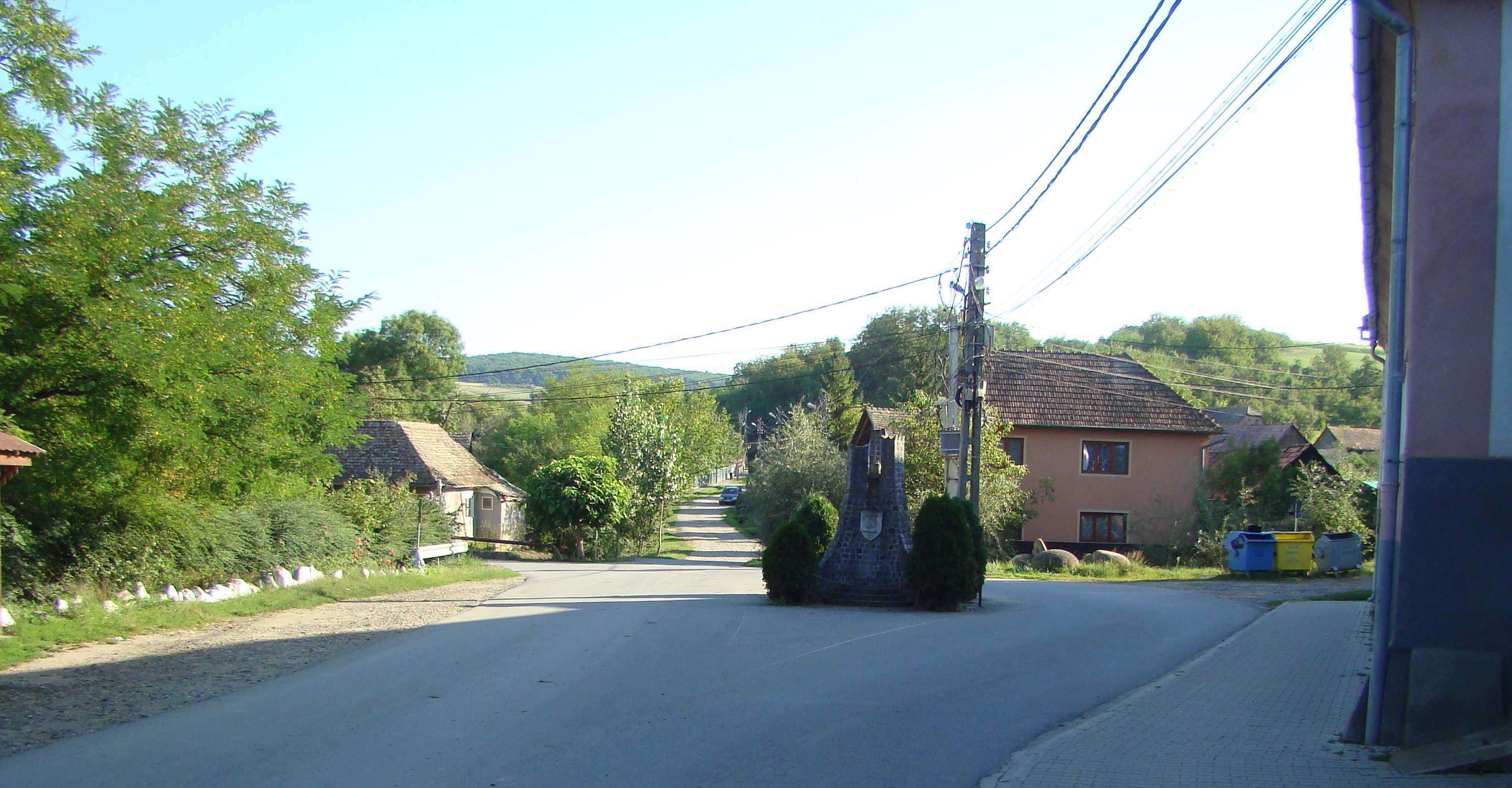
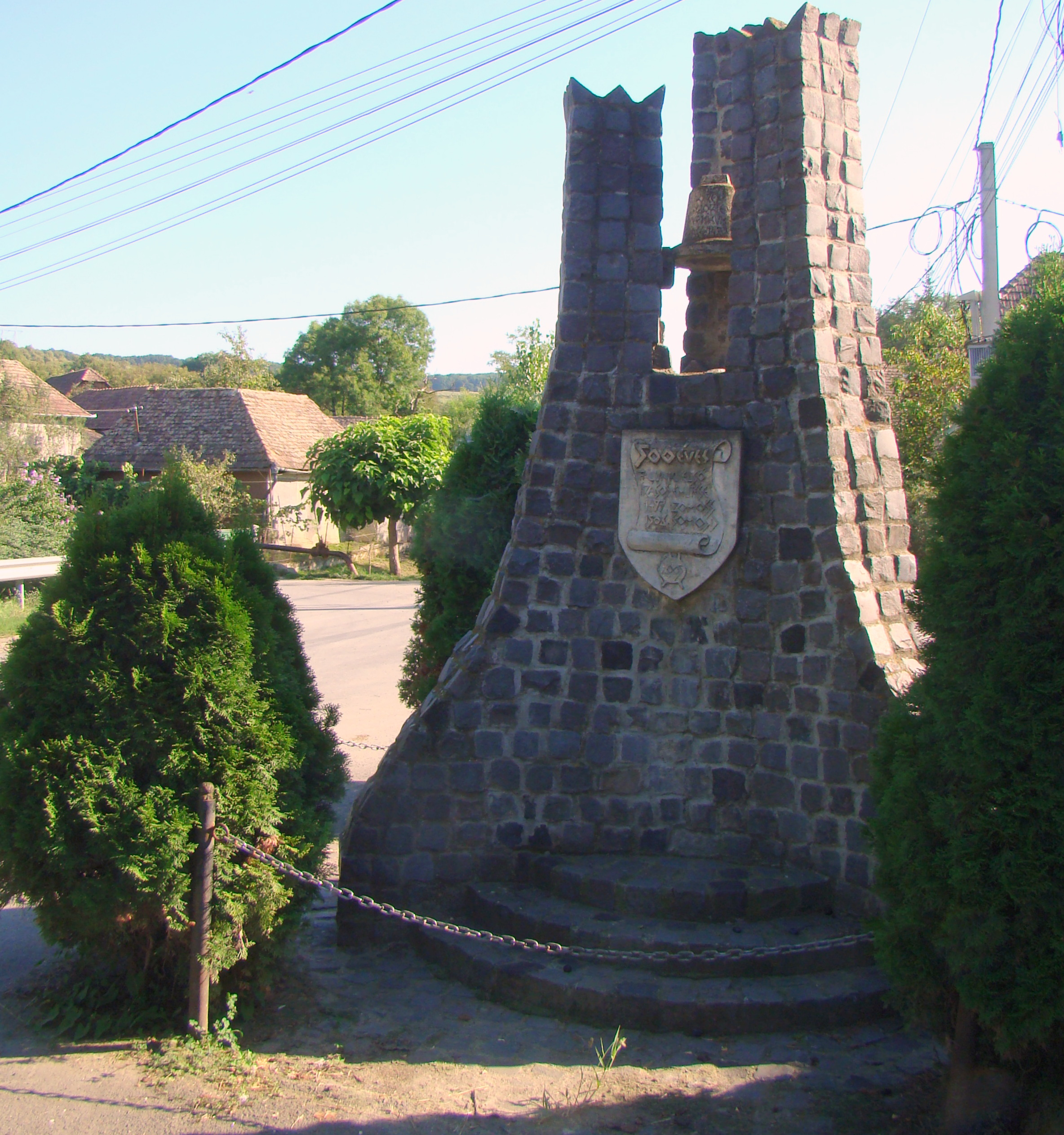
Monumentul din centrul satului
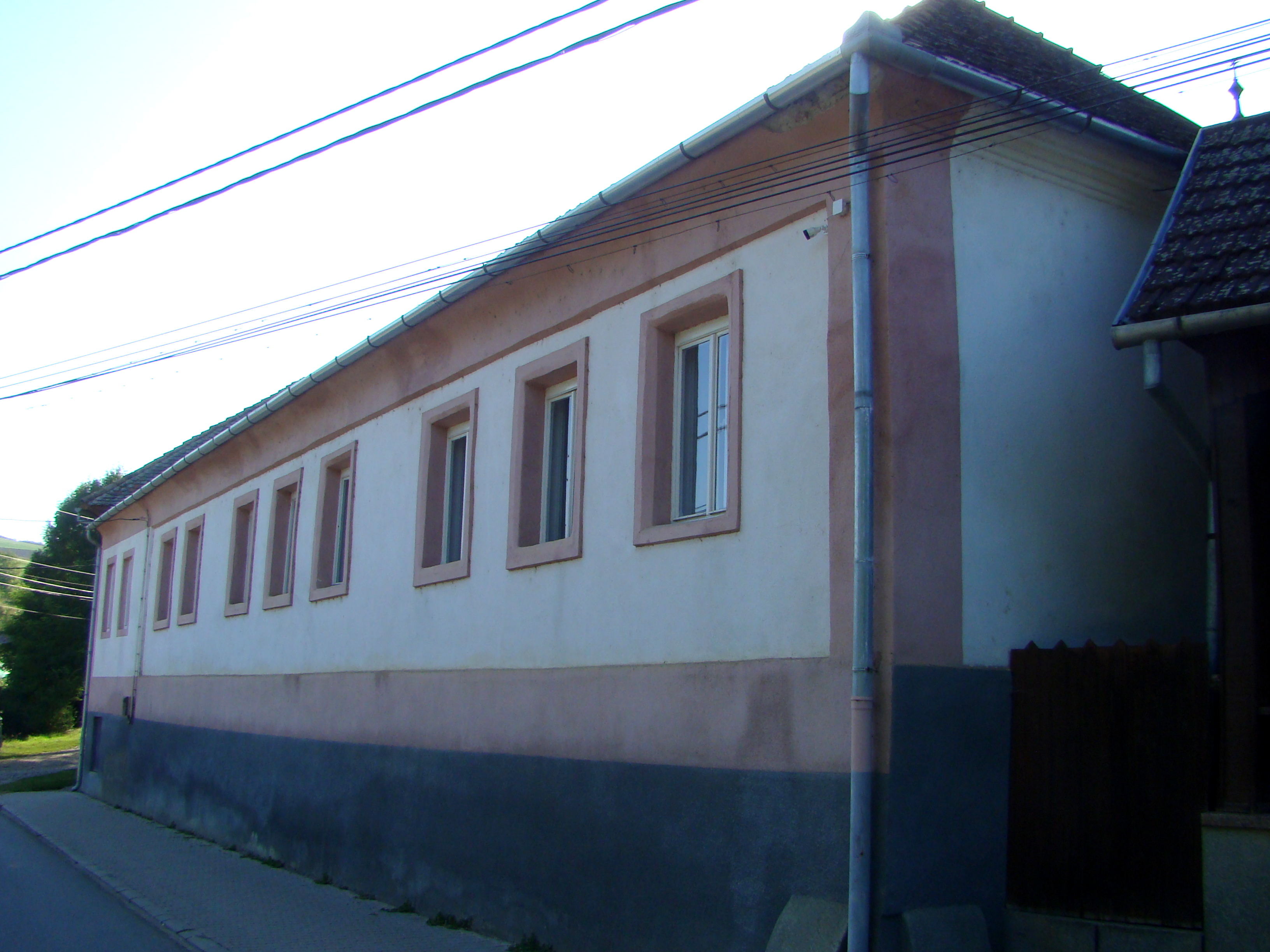
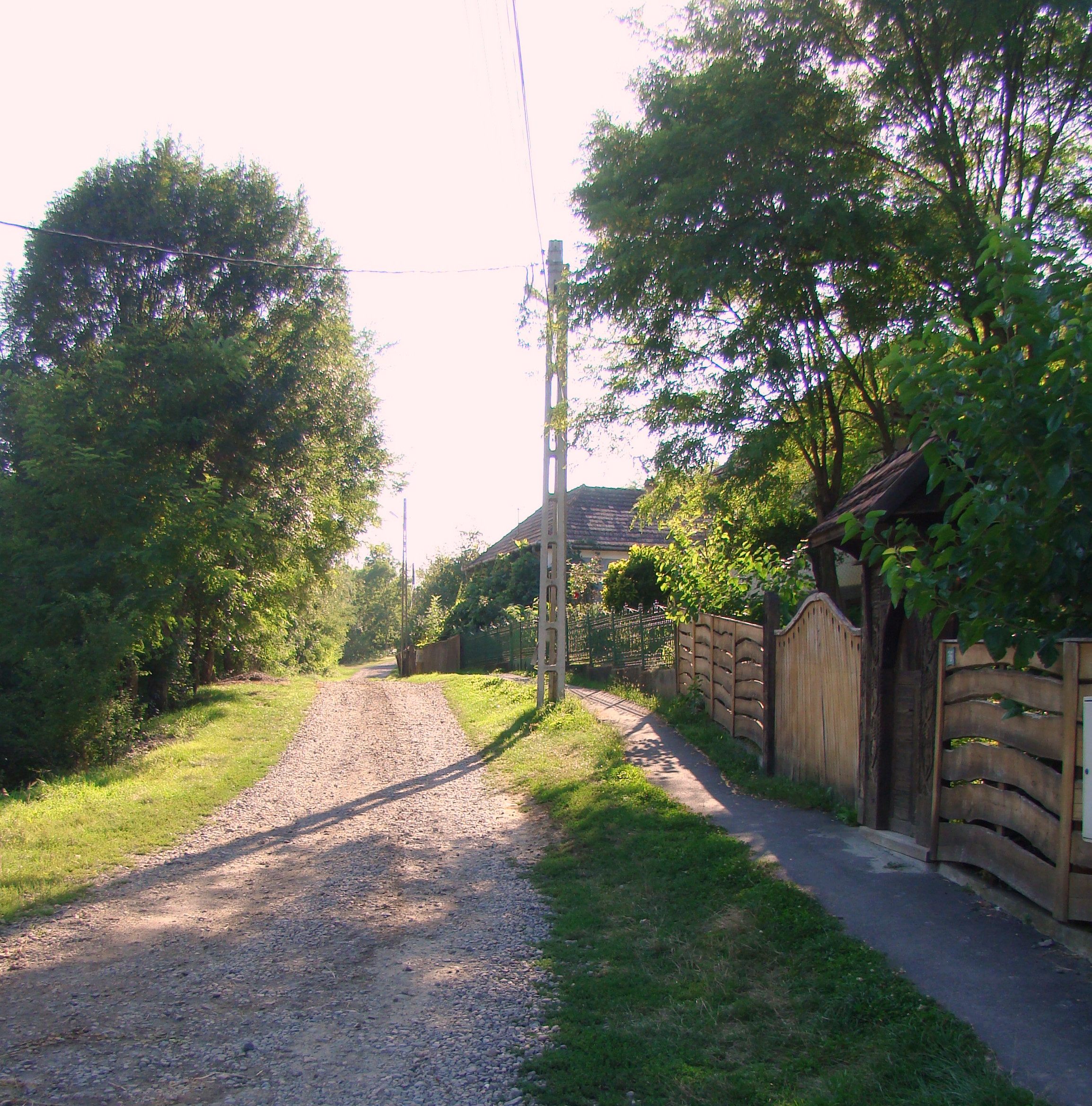
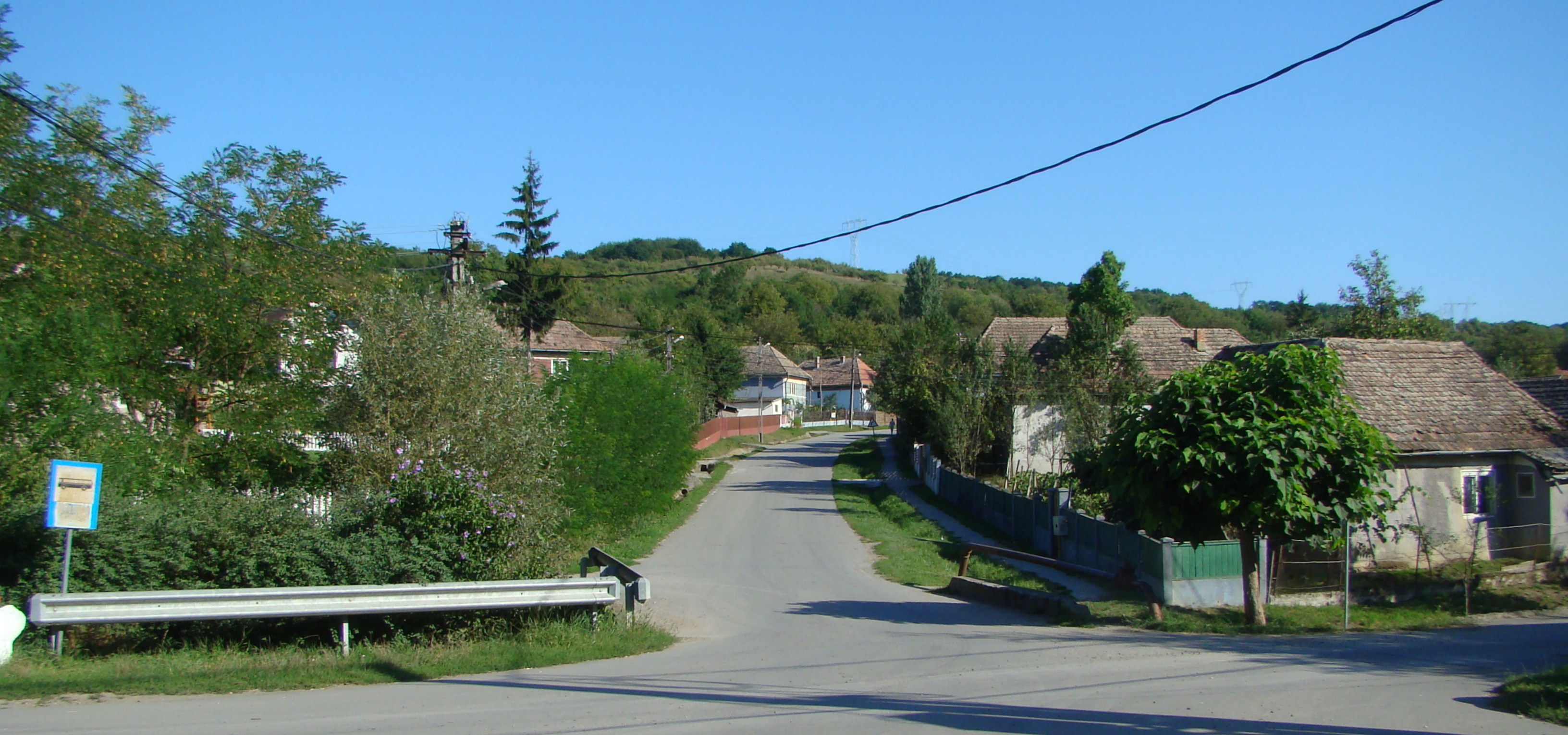
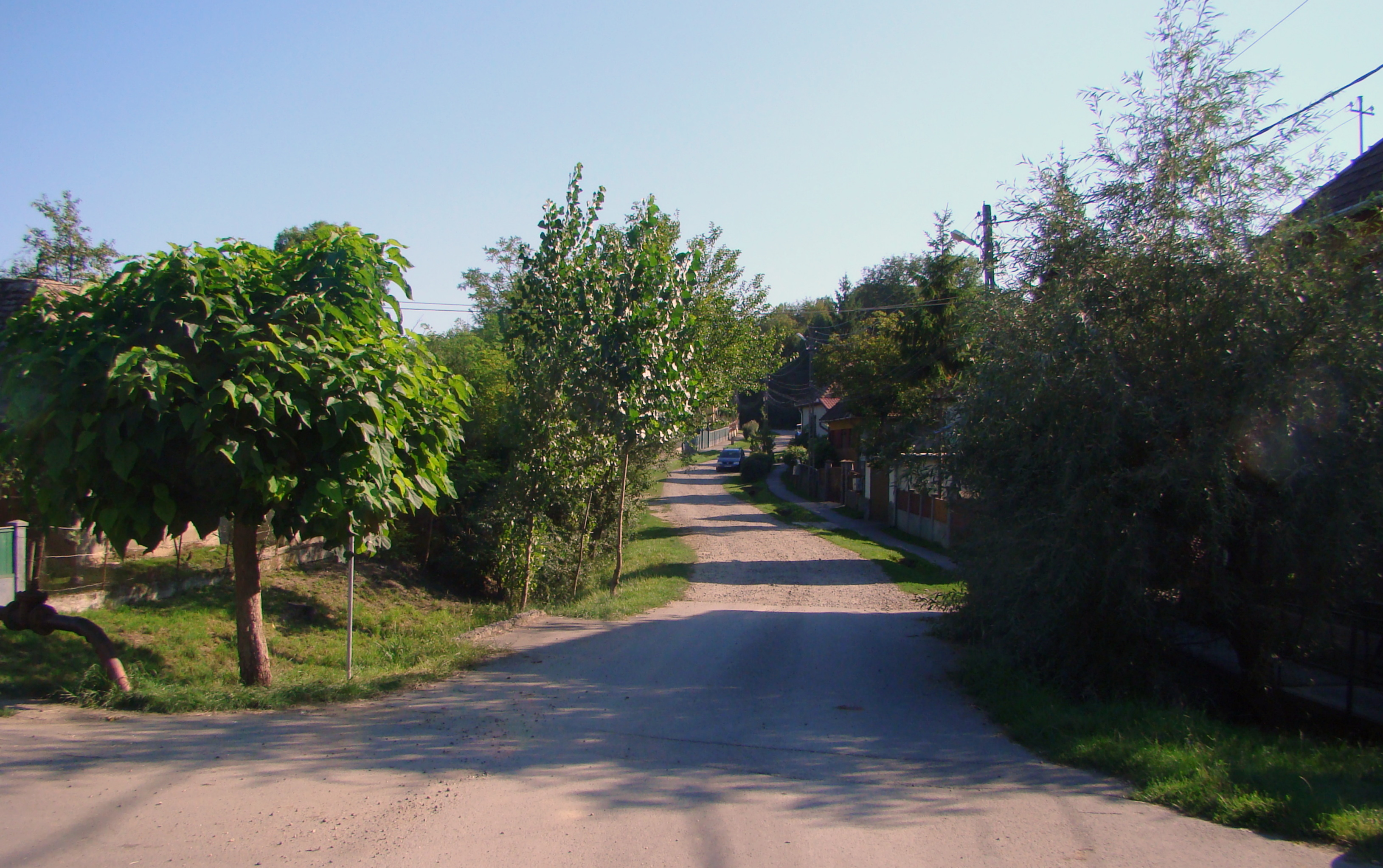
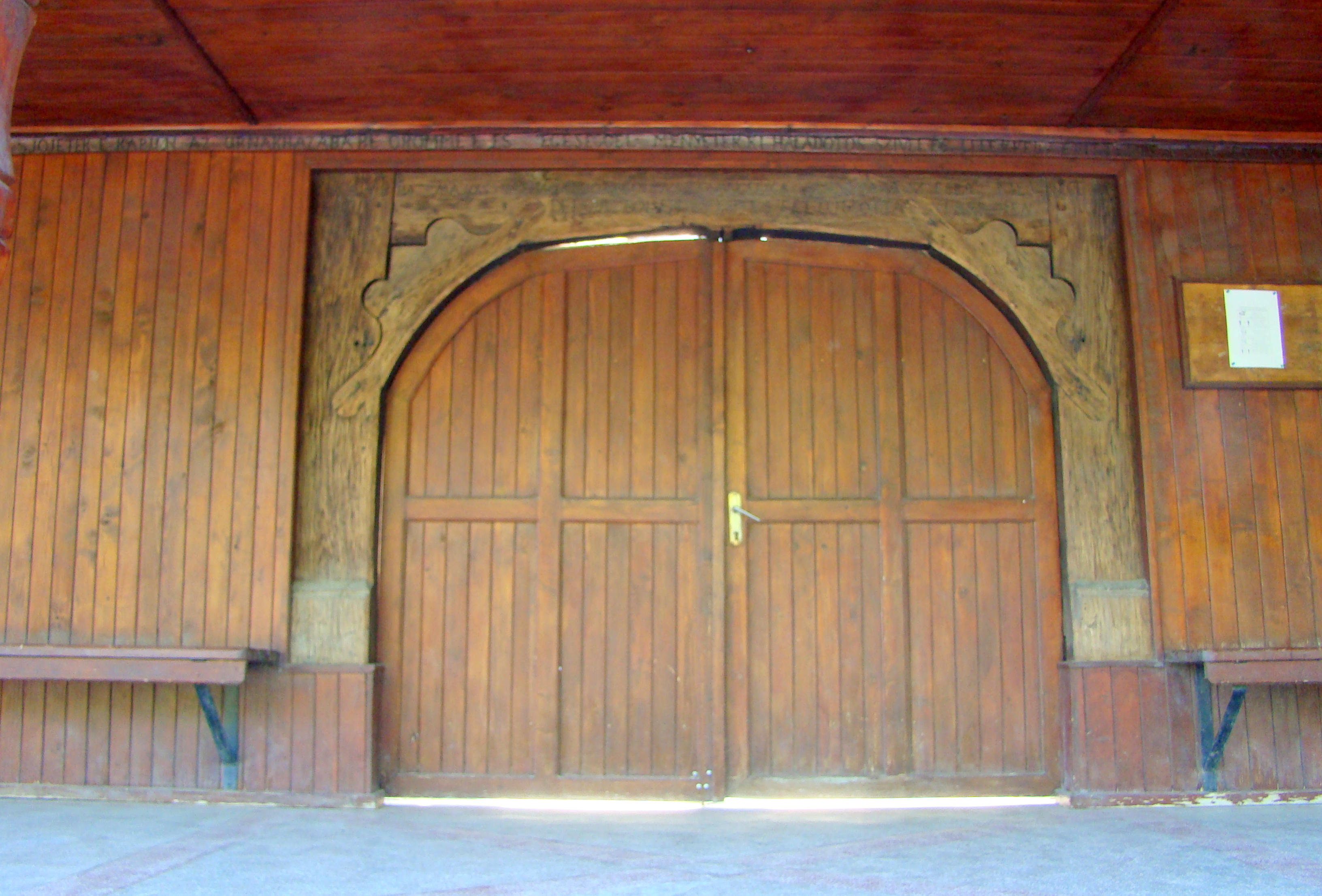
Poarta de lemn a bisericii reformate
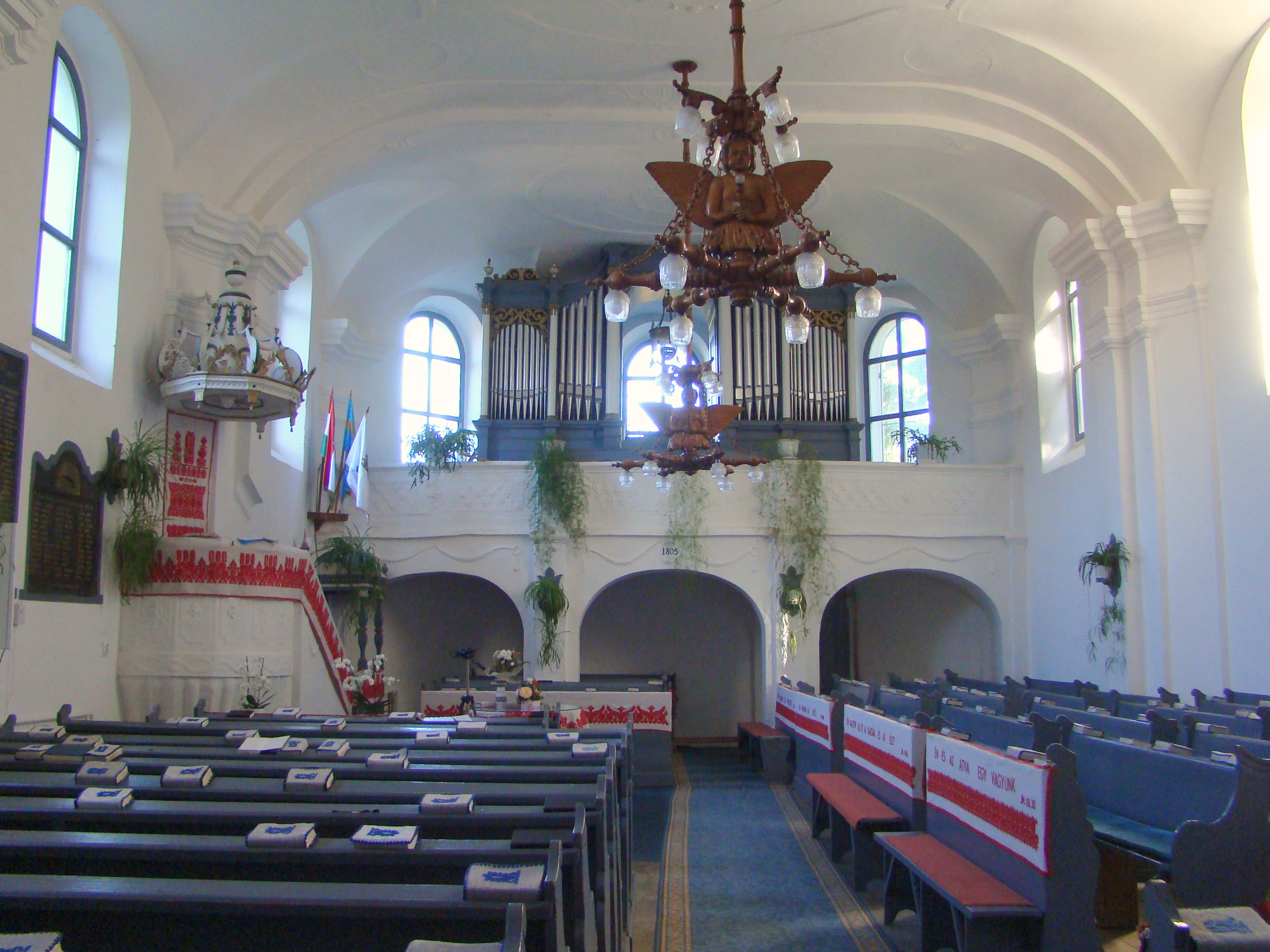
Interiorul bisericii reformate
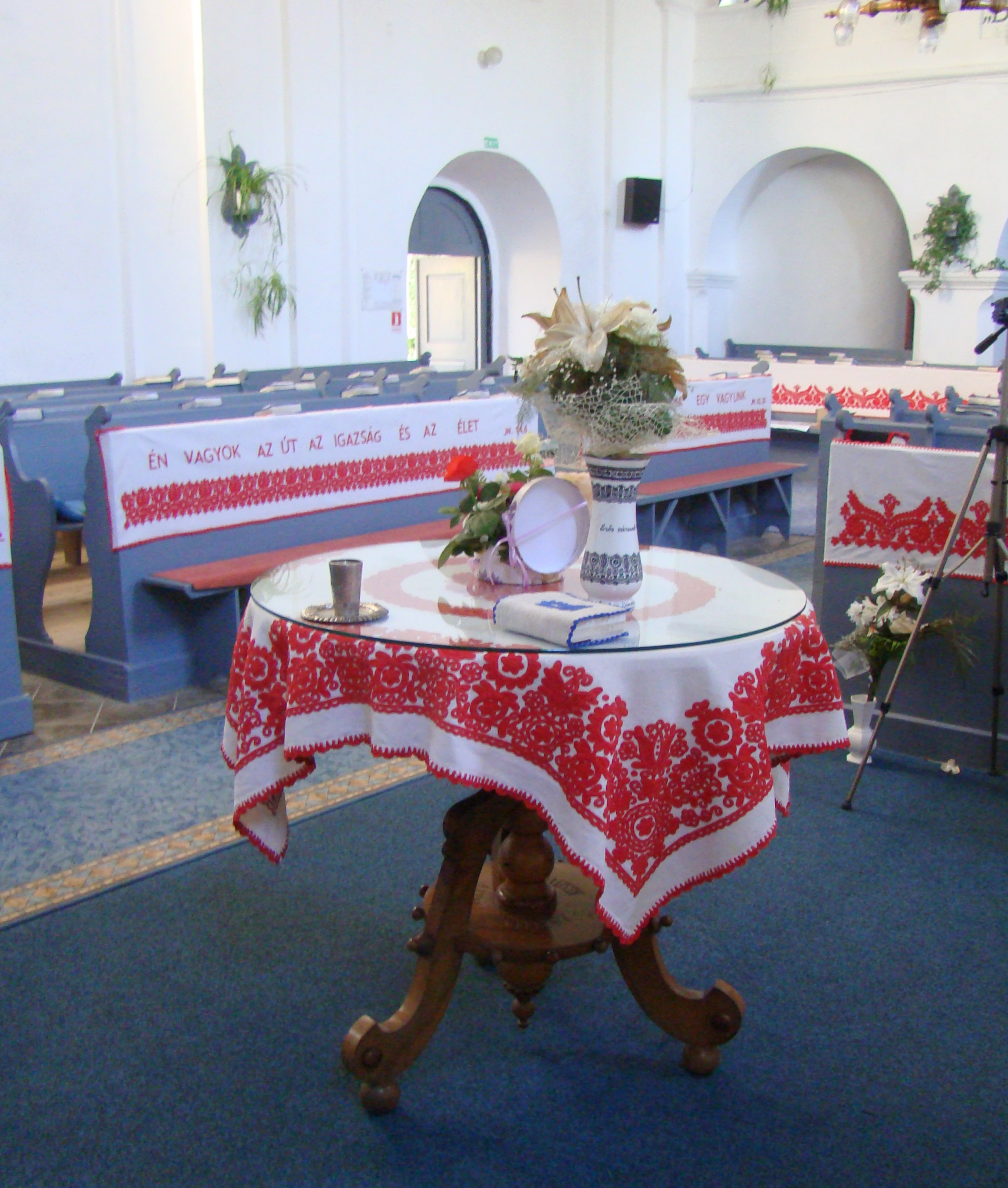
Masa Domnului
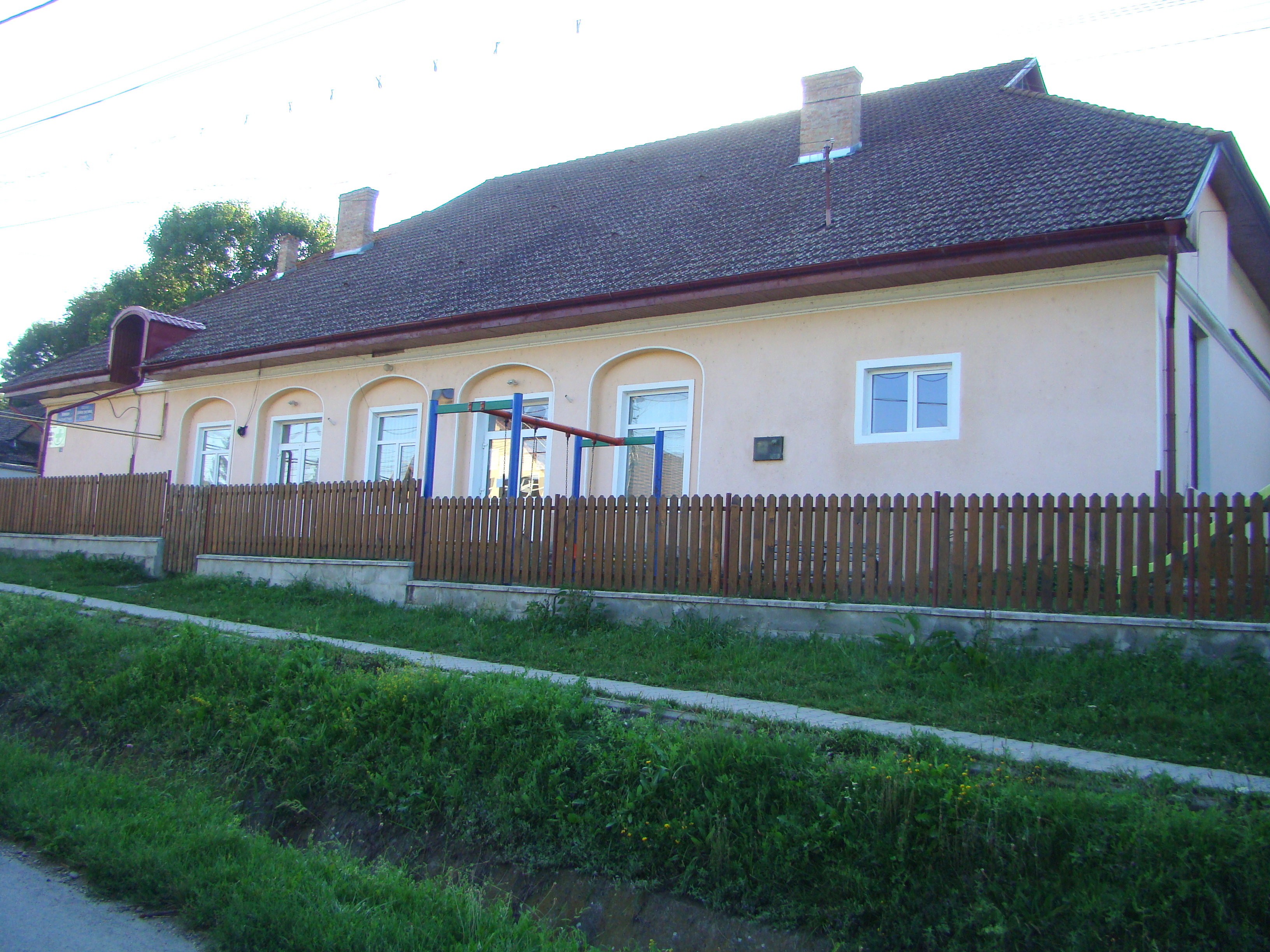
Căminul cultural